# Teresa de Calcuta
Teresa de Calcuta (Uskub —actual Skopie, Macedonia del Norte—; 26 de agosto de 1910-Calcuta, 5 de septiembre de 1997), de nombre secular Anjezë Gonxhe Bojaxhiu (AFI: [aˈɲɛzə ˈɡɔndʒɛ bɔjaˈdʒiu]) y también conocida como Santa Teresa de Calcuta, Madre Teresa de Calcuta o Santa Madre Teresa de Calcuta fue una monja católica de nacionalidad albanesa e india,que fundó la congregación de las Misioneras de la Caridad en Calcuta en 1950. Durante más de 45 años atendió a pobres, enfermos, huérfanos y moribundos, al mismo tiempo que guiaba la expansión de su congregación, en un primer momento en la India y luego en otros países del mundo. Tras su muerte, fue beatificada por el papa Juan Pablo II. Su canonización fue aprobada por el papa Francisco en diciembre de 2015, después de que la Congregación para las Causas de los Santos reconociera como extraordinaria la curación de un brasileño enfermo en estado terminal. El acto oficial de canonización tuvo lugar en Roma en la mañana del domingo 4 de septiembre de 2016.
Agnes descubrió su vocación desde temprana edad, y para 1928 ya había decidido que estaba destinada a la vida religiosa. Fue entonces cuando optó por cambiar su nombre a «Teresa» en referencia a la santa patrona de los misioneros, Teresa de Lisieux. Si bien dedicó los siguientes 20 años a enseñar en el convento irlandés de Loreto, comenzó a preocuparse por los enfermos y por los pobres de la ciudad de Calcuta. Esto la llevó a fundar una congregación con el objetivo de ayudar a los marginados de la sociedad, primordialmente enfermos, pobres y personas que no tenían hogar.
En la década de 1970 era conocida internacionalmente y había adquirido reputación de persona humanitaria y defensora de los pobres e indefensos, en parte por el documental y libro Something Beautiful for God, de Malcolm Muggeridge. Obtuvo el Premio Nobel de la Paz en 1979 y el más alto galardón civil de la India, el Bharat Ratna, en 1980, por su labor humanitaria. A ellos se sumaron una decena de premios y reconocimientos de primer nivel, tanto nacionales como internacionales.
Recibió elogios de muchas personas, gobiernos y organizaciones. Sin embargo, afrontó también una serie de críticas, como las objeciones de Christopher Hitchens, Michael Parenti, Aroup Chatterjee y el Consejo Mundial Hindú, que le achacaron una mentalidad reaccionaria y criticaron la deficiente atención en sus centros. En 2010, en el centenario de su nacimiento, fue homenajeada en todo el mundo, y su trabajo elogiado por la presidenta india Pratibha Patil.

## Biografía

### Primeros años

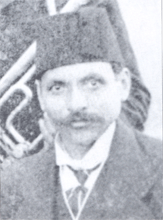
Nikollë Bojaxhiu, su padre.

Anjezë Gonxhe Bojaxhiu («gonxhe» significa «capullo de rosa» o «pequeña flor» en albanés) nació el 26 de agosto de 1910 en Uskub, entonces parte del Imperio otomano y actualmente Skopie, República de Macedonia del Norte, pero solía considerar como su fecha de nacimiento el 27 de agosto, ya que ese fue el día en que la bautizaron. Fue la menor de los hijos de un matrimonio acomodado de Shkodër, integrado por Nikollë Bojaxhiu (1878-1919) y Dranafile Bernai (1889-1972). Su familia pertenecía a la población albanesa proveniente de Kosovo asentada en Shkodër —su padre posiblemente era originario de Prizren y su madre de una villa cercana a Đakovica—. Su padre, involucrado en la política de Albania, murió repentina y misteriosamente en 1919 cuando Agnes contaba con apenas ocho años después de ser trasladado al hospital, por causas desconocidas, aunque se presume que fue a causa de un envenenamiento. Tras la muerte de este, su madre la educó en el seno de la religión católica.

Por sangre y origen soy albanesa. Por mi vocación pertenezco al mundo entero pero mi corazón pertenece por completo a Jesús.
Madre Teresa.

En su niñez, Agnes asistió a la escuela estatal y participó como soprano solista del coro de su parroquia; en ausencia del director, se encargaba incluso de la dirección del grupo. Además, pertenecía a una congregación mariana fundada en 1563 y conocida como Sodalicio de Nuestra Señora, donde comenzó a interesarse por las historias de los misioneros jesuitas de Yugoslavia que estaban en Bengala. Desde entonces sintió el deseo de trabajar al igual que ellos en la India. De acuerdo con la biografía escrita por Joan Graff Clucas, desde temprana edad Agnes se mostró fascinada por las historias de vida de los misioneros y sus obras en Bengala. A la edad de cinco años hizo la Primera comunión y a los seis, la Confirmación; con doce años ya estaba convencida de que debía dedicarse a la religión. Su resolución definitiva fue tomada el 15 de agosto de 1928, mientras rezaba en la capilla de la Virgen Negra de Letnice, donde acudía con frecuencia de peregrinación.

### En el convento de Loreto

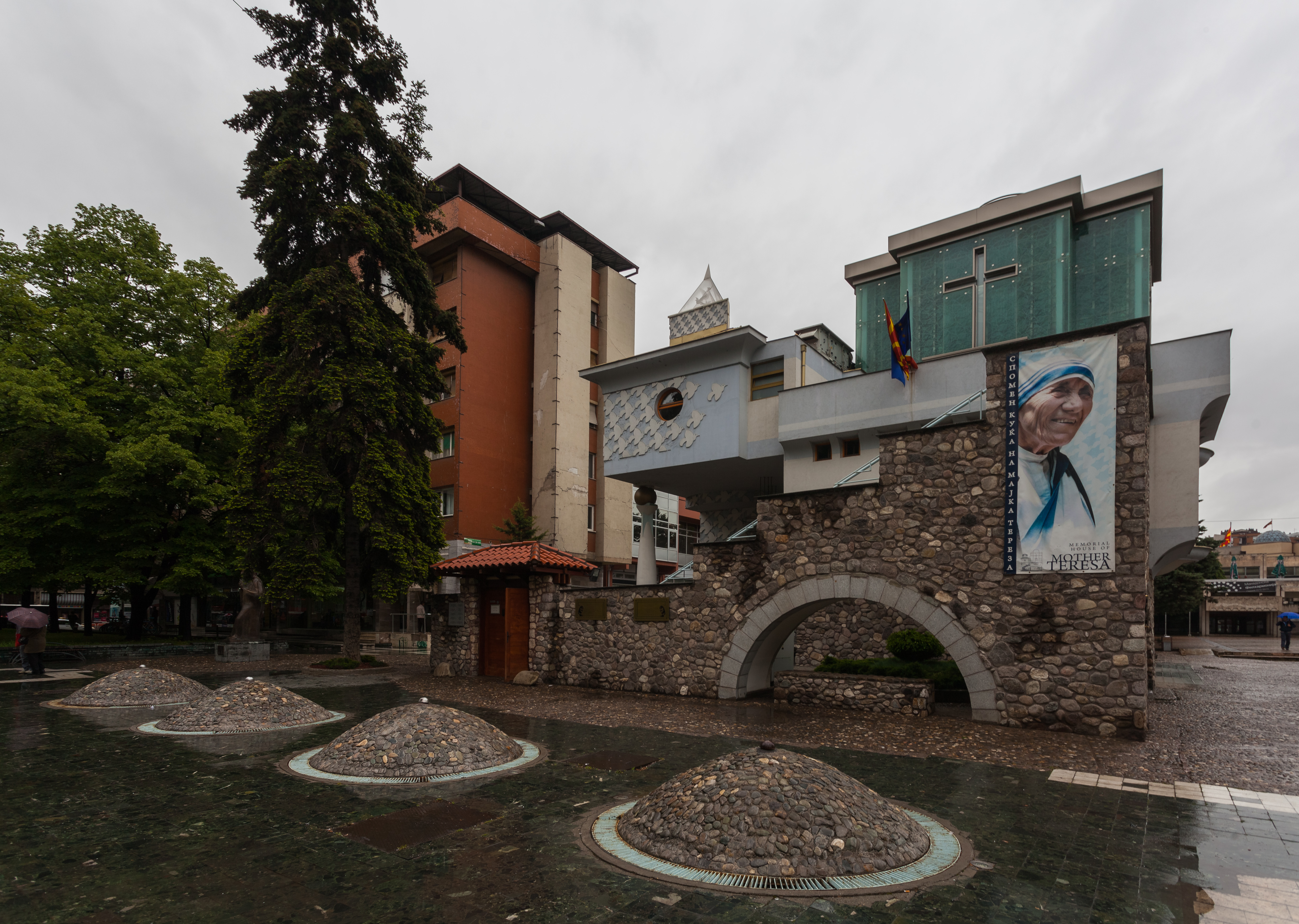
Casa memorial de la Madre Teresa en Skopie, Macedonia del Norte.

El 26 de septiembre de 1928, poco después de haber cumplido 18 años, se dirigió con una amiga a la abadía de Loreto, perteneciente a la congregación religiosa católica Instituto de la Bienaventurada Virgen María, en Rathfarnham, Irlanda. A partir de ese momento, jamás volvería a ver a su madre ni a su hermana. Si bien originalmente acudió a ese lugar para aprender inglés (que era el idioma que las hermanas de Loreto enseñaban a los niños en la India), una vez ahí fue admitida como postulante y en noviembre de 1928 se trasladó por vía marítima hacia Calcuta, sitio a donde arribó el 6 de enero de 1929. En Darjeeling, cerca de las montañas del Himalaya, inició su noviciado y aprendió bengalí además de enseñar en la escuela de Santa Teresa, que se hallaba cerca de su convento. Después de hacer sus votos de pobreza, castidad y obediencia como monja el 24 de mayo de 1931, fue trasladada al Colegio de Santa María en Entally, al este de Calcuta. En ese período, eligió ser llamada con el mismo nombre que Teresa de Lisieux, la santa patrona de los misioneros. Sin embargo, debido a que una enfermera en el convento ya había elegido ese nombre, Agnes optó por usar el término castellanizado de «Teresa» (en vez de «Thérèse»). El 14 de mayo de 1937, Teresa hizo sus votos solemnes mientras enseñaba en el colegio del convento de Loreto. Trabajó ahí por casi veinte años como profesora de historia y geografía hasta que, en 1944, se convirtió en directora del centro.
Si bien disfrutaba enseñar en el colegio, cada vez se perturbaba más en razón de la pobreza existente en Calcuta. La hambruna de 1943 en Bengala trajo consigo miseria y muerte a la ciudad, mientras que la ola de violencia hindú-musulmana suscitada en agosto de 1946 hundió a la población en la desesperación y el terror.

### Las Misioneras de la Caridad

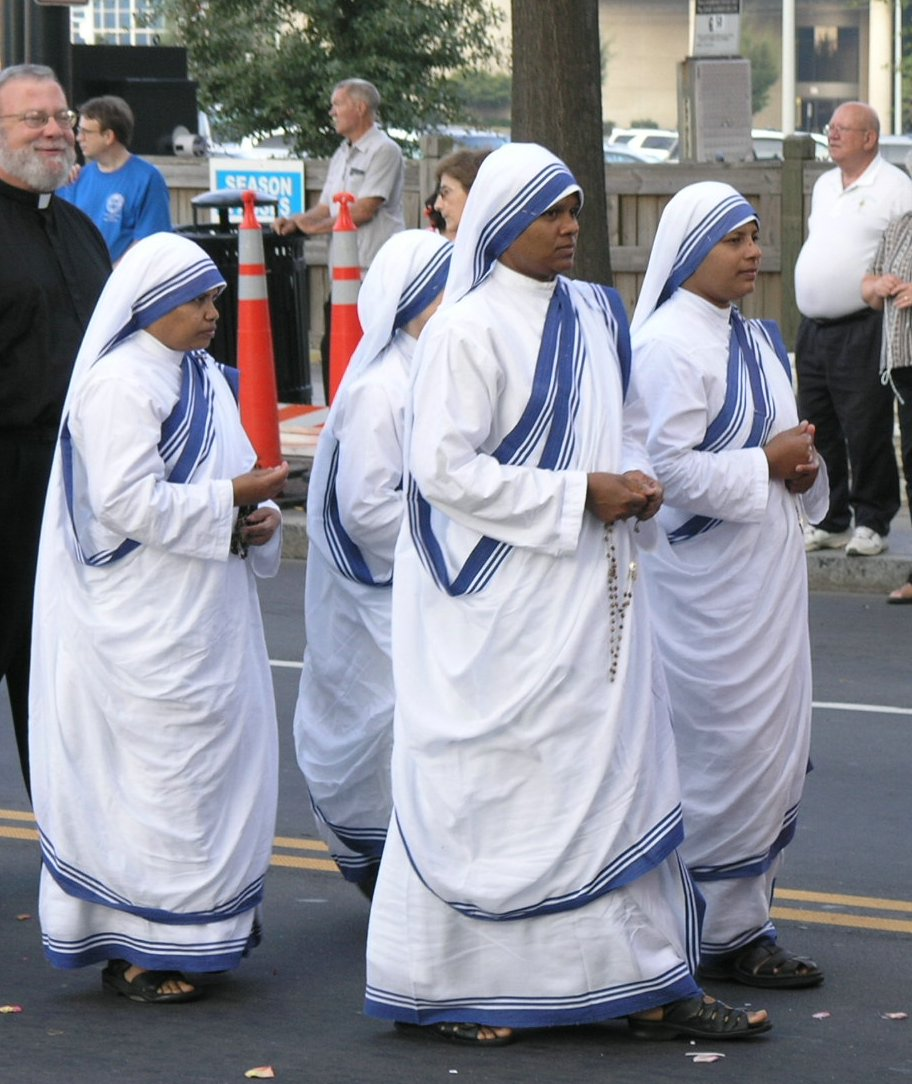
Las Misioneras de la Caridad.

El 11 de septiembre de 1946,  ya encargada de un colegio de las Hermanas Santa Ana, Teresa experimentó lo que más tarde describió como la «llamada dentro de la llamada», en referencia a haber escuchado a Dios pidiéndole que dedicara su vida a los menos privilegiados de la sociedad. Esto ocurrió justamente en un viaje en tren rumbo al convento de Loreto, en Darjeeling, desde Calcuta para su retiro anual. «Estaba por dejar el convento y ayudar a los pobres mientras vivía entre ellos. Fue una orden. Fallar habría significado quebrantar la fe».
Tras haber recibido capacitación médica básica en París con el apoyo financiero de un empresario indio católico, comenzó a trabajar entre los pobres en 1948 enseñándoles a leer. Tras adoptar la ciudadanía india en 1950, recibió formación como enfermera durante tres meses en Patna con las Hermanas Misioneras Médicas de Norteamérica y finalmente se asentó en los barrios más pobres. Al principio, inauguró una escuela en Motijhil (Calcuta) y pronto empezó a enfocarse en las necesidades de los indigentes y de los hambrientos. A comienzos de 1949, se le unió un grupo de mujeres jóvenes y sentó las bases para crear una nueva comunidad religiosa que ayudara a los «más pobres entre los pobres». Pronto sus esfuerzos atrajeron la atención de funcionarios indios, entre ellos el primer ministro, quienes le expresaron su aprecio.
Teresa escribió en su diario personal que su primer año de trabajo con los pobres estuvo repleto de dificultades. No tenía ingresos y por ello se veía en la necesidad de pedir donaciones de alimentos y suministros. Según relató, durante los primeros meses experimentó duda, soledad e incluso, la tentación de volver a su vida en el convento. En sus propias palabras:

Nuestro Señor quiere que sea una monja libre cubierta con la pobreza de la cruz. Hoy aprendí una buena lección. La pobreza de esta gente debe ser algo muy difícil para ellos. Mientras buscaba por un hogar caminé y caminé hasta que mis brazos y piernas me dolieron. Pensé entonces qué tanto debía dolerles a ellos en su cuerpo y alma, buscando por un hogar, por comida y por tener salud. Entonces la comodidad de Loreto [su antigua orden] me sedujo. 'Solo tienes que decir una palabra y todo será tuyo de nuevo', me insistía el tentador ... Por mi propia elección, mi Dios, y porque te amo, deseo permanecer y hacer lo que sea que tu Santa voluntad me pida. No dejé que una sola lágrima rodara [por su rostro].

En 1948, envió un pedido al Vaticano para iniciar una congregación diocesana; sin embargo, en la India existían serias dificultades políticas como consecuencia de su reciente independencia. Por lo tanto, podría ser mal visto que una europea se dedicara a los pobres en la situación de ese entonces. Su permiso para abandonar el convento se le concedió en agosto de 1948 cuando abandonó el lugar solamente con cinco rupias para ayudar a los más necesitados. La Madre Teresa comenzó a portar un sari blanco de algodón decorado con bordes azules en sustitución de su tradicional hábito de Loreto. El 7 de octubre de 1950, la Santa Sede le autorizó a inaugurar su nueva congregación, a la cual denominó las Misioneras de la Caridad. Según Teresa, su misión desde entonces fue cuidar a «los hambrientos, los desnudos, los que no tienen hogar, los lisiados, los ciegos, los leprosos, toda esa gente que se siente inútil, no amada, o desprotegida por la sociedad, gente que se ha convertido en una carga para la sociedad y que son rechazados por todos».
Aunque inicialmente la congregación tenía solo trece miembros en Calcuta, con el tiempo llegó a poseer más de cuatro mil integrantes presentes en orfanatos, hospicios y centros de sida de todo el mundo. La congregación ofreció caridad y cuidado a los refugiados, entre los que se contaban ciegos, discapacitados, alcohólicos, ancianos, pobres, personas sin hogar y víctimas de inundaciones, epidemias o hambrunas.
En 1952, inauguró el primer hogar para moribundos en Calcuta. Luego de obtener ayuda de diversos funcionarios indios, se convirtió un abandonado templo hindú en el Hogar para moribundos «Kalighat», un hospicio gratuito para los pobres. Tiempo después su nombre se modificó a «Kalighat, la casa del corazón puro». Todos aquellos que llegaban a Kalighat recibían atención médica y se les ofrecía la oportunidad de morir con dignidad de acuerdo a los rituales de su fe; los musulmanes leían el Corán, los hindúes recibían agua del Ganges y los católicos obtenían los últimos ritos. Según Teresa, «para personas que vivieron como animales, una muerte hermosa es morir como ángeles, amados y queridos».

En 1952 pudimos abrir el primer hogar del moribundo. A mí me ocurrió el primer caso, el de una mujer tirada en plena calle. Se la estaban comiendo las ratas y las hormigas. Yo la llevé al hospital, pero no podían hacer nada por ella. Tuvieron que aceptarla, porque yo dije que no me marchaba de allí en tanto no se hiciesen cargo de ella. Después fui al ayuntamiento pidiendo me diesen un lugar donde meter a tales desgraciados, porque ya en el mismo día, había encontrado a otros que también se morían en mitad de la calle. El administrador encargado de la salud pública me señaló el templo de Kali, abriéndome el «darmashalah», lugar donde en otros tiempos la gente descansaba tras haber rendido culto a la diosa. El edificio estaba vacío; me preguntó aquel señor si lo quería. Yo me sentí contenta de poseer tal casa por diversas razones, particularmente porque era un centro de culto y de devoción de los hindúes. En veinticuatro horas condujimos allí a nuestros enfermos y lisiados. Desde entonces (y hasta principios de la década de 1970) hemos recogido por las calles de Calcuta más de veinte mil personas, habiendo muerto cerca de la mitad.
Teresa de Calcuta a Malcolm Muggeridge

En 1955, con el creciente aumento de niños abandonados, abrió la institución «Hogar del Niño del Inmaculado Corazón» para los huérfanos y los jóvenes sin hogar. Posteriormente, fundó el centro «Shanti Nagar» para aquellos individuos que padecían la enfermedad de Hansen, comúnmente conocida como lepra, junto con otras clínicas similares donde las Misioneras de la Caridad proporcionaban atención médica y alimentos.
En 1964, el papa Pablo VI, en ocasión de su viaje a Bombay por un congreso eucarístico, le regaló un vehículo Lincoln tipo limusina color blanco que luego fue subastado por la Madre Teresa; con el dinero obtenido, organizó un establecimiento para leprosos denominado «Ciudad de la Paz», muy similar a «Don de la Paz», un centro de rehabilitación fundado por Teresa con el dinero que obtuvo junto con el premio Juan XXIII en 1971. La Fundación Joseph P. Kennedy Jr. le concedió un bono de 15 000 USD que se destinó a un centro médico en Dum Dum. Para la década de 1960, ya había establecido una gran cantidad de hospicios, orfanatos y casas de leprosos en toda la India.
Su orden comenzó a propagarse por el mundo a partir de 1965, cuando su congregación se estableció en Venezuela con tan solo cinco hermanas. Hacia 1968, la Madre Teresa había inaugurado establecimientos en Roma, Tanzania y Austria e incluso se extendió por gran parte de Asia, África, Europa y Estados Unidos. En el momento de su fallecimiento, la orden operaba 610 misiones en 123 países, incluidas tareas en hospicios y hogares para personas con sida, lepra y tuberculosis, comedores populares, programas de asesoramiento para niños y familias, orfanatos y escuelas.
La rama masculina de su congregación fue fundada en 1963 —los Hermanos Misioneros de la Caridad—. En esa ocasión, se inscribieron laicos católicos y no católicos como colaboradores de Teresa y compañeros de los enfermos. En respuesta a las peticiones de muchos sacerdotes, en 1981 inició el Movimiento Corpus Christi y en 1984 fundó los Padres Misioneros de la Caridad junto al padre Joseph Langford, para combinar los objetivos profesionales de las hermanas con los recursos del sacerdocio ministerial. En 2007, la orden contaba con un número aproximado de 450 hermanos y 5000 monjas en todo el mundo que operaban 600 misiones en escuelas y hogares en 120 países.

Jamás he visto cerrárseme puerta alguna. Creo que eso ocurre porque ven que no voy a pedir, sino a dar. Hoy día está de moda hablar de los pobres. Por desgracia, no lo está hablarles a ellos.
Madre Teresa.

Entre el 26 de marzo y el 16 de diciembre de 1971, ocurrió la guerra de liberación de Bangladés, confrontación bélica entre la India y Pakistán, en la cual se produjeron violaciones a mujeres, razón por la cual muchas se habrían suicidado, enloquecido o huido. Además, se les había prohibido contraer matrimonio y tener hijos durante ese período. La Madre Teresa junto a sus hermanas establecieron sitios para acogerlas y brindarles todos los cuidados necesarios. El gobierno, por su parte, otorgó la asistencia de unas 15 hermanas más debido a la gran cantidad de refugiadas. Luego fueron alentadas para que volvieran a reconstruir su matrimonio, adoptar hijos y regresar a sus pueblos, motivo por el cual recibieron el agradecimiento del primer ministro, que relató que esas jóvenes deberían ser consideradas como «heroínas nacionales».

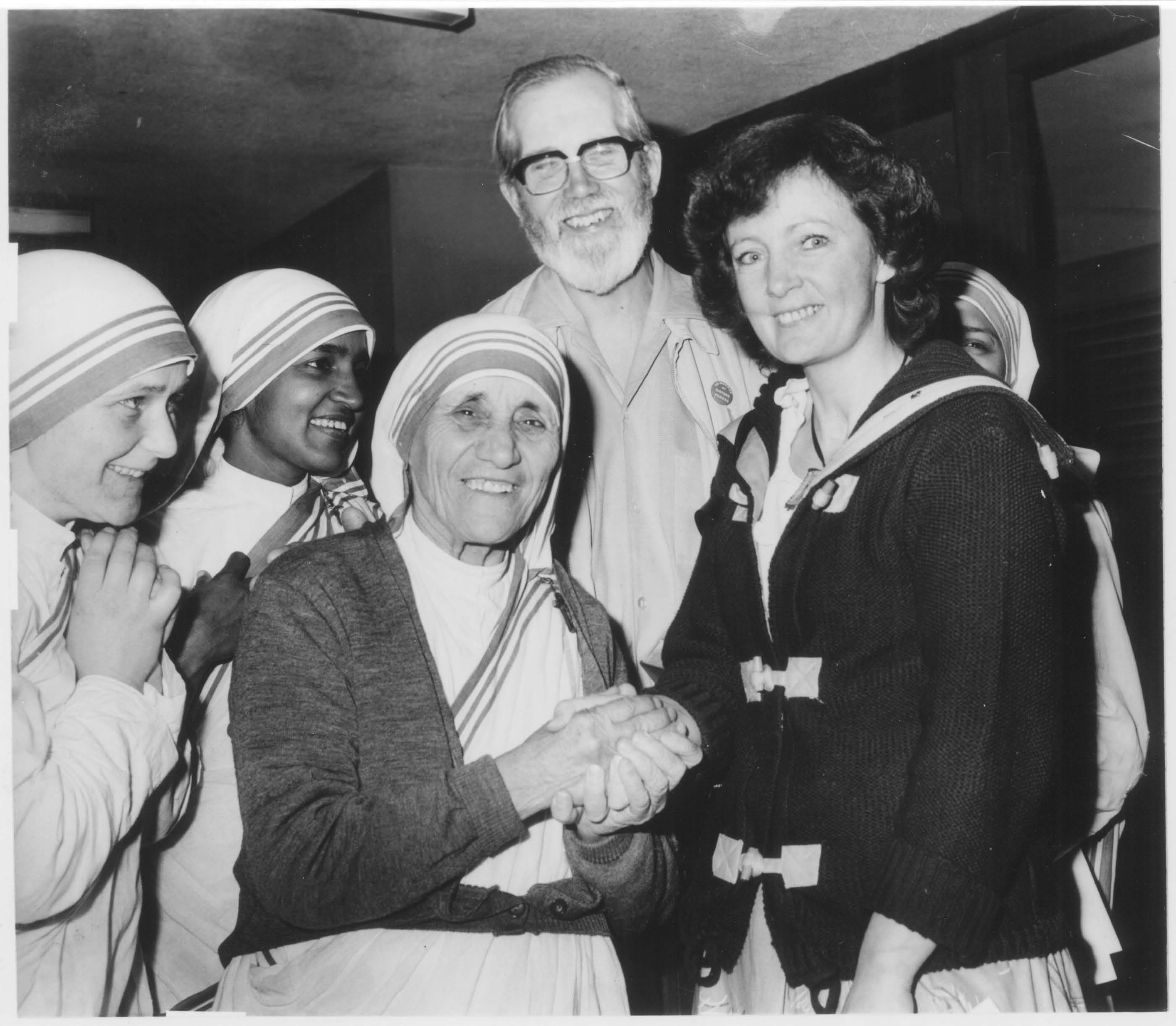
La Madre Teresa en 1980.

En 1982, a la altura del asedio de Beirut, la Madre Teresa rescató a 37 niños que estaban atrapados en un hospital de esa región tras negociar un cese al fuego entre el ejército israelí y las guerrillas palestinas. Acompañada por trabajadores de la Cruz Roja, se trasladó a través de la zona de guerra hacia el hospital devastado para evacuar a los pacientes jóvenes.
A finales de la década de 1980, amplió sus esfuerzos en los países comunistas que habían ignorado a las Misioneras de la Caridad anteriormente y se embarcó en decenas de proyectos. Visitó la República Soviética de Armenia después del terremoto de Spitak en 1988 y se reunió con Nikolai Ryzhkov, presidente del Consejo de Ministros. Además, viajó para asistir y atender a varios hambrientos en Etiopía al igual que a las víctimas del accidente de Chernóbil —motivo por el cual obtuvo la Medalla de Oro del Comité Soviético de Paz; cabe señalar que la Unión Soviética se consideraba una nación atea— y las de un terremoto de Armenia. En 1991, la Madre Teresa volvió por primera vez a su tierra natal y abrió una casa de Hermanos Misioneros de la Caridad en Tirana.

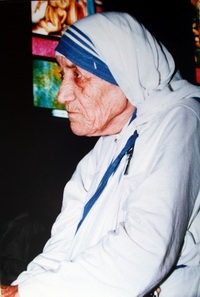
La Madre Teresa en sus últimos años.

Para 1996, Teresa regentaba 517 misiones en más de 100 países. Con el paso de los años, las ayudantes de la Madre Teresa pasaron de ser trece a miles, colaborando en aproximadamente 450 centros de todo el mundo. La primera casa de los Misioneros de la Caridad en Estados Unidos se estableció en el sur del distrito del Bronx, Nueva York, en 1984, con el fin de operar en 19 establecimientos de todo el país.
Por otra parte, Teresa de Calcuta identificó como potencial patrono al padre Damián de Veuster, el apóstol de los leprosos, con un carisma similar al que caracteriza a la orden de las Misioneras de la Caridad. La Madre Teresa pidió explícitamente a Juan Pablo II por un santo que permitiera a la congregación continuar su trabajo de amor y curación:

«El padre Damián puede ser ese santo. Santo Padre: nuestros leprosos y cada uno en todo el mundo, pide por este regalo –un santo y mártir de la caridad y un ejemplo de obediencia para nosotras religiosas.»
Teresa de Calcuta a Juan Pablo II, 7 de mayo de 1984.

La Madre Teresa estuvo presente en la misa de beatificación de Damián de Veuster en Bruselas, el 4 de junio de 1995, y le atribuyó más tarde «la eliminación del miedo de los corazones de los leprosos para reconocer la enfermedad, proclamarla y solicitar medicina, y el nacimiento de la esperanza de ser curados» y el cambio de actitud de la gente y de los gobernantes hacia las víctimas de la lepra: «Más preocupación, menos miedo, y disposición para ayudar –en cualquier tiempo y en todo tiempo–».

### Últimos años y muerte

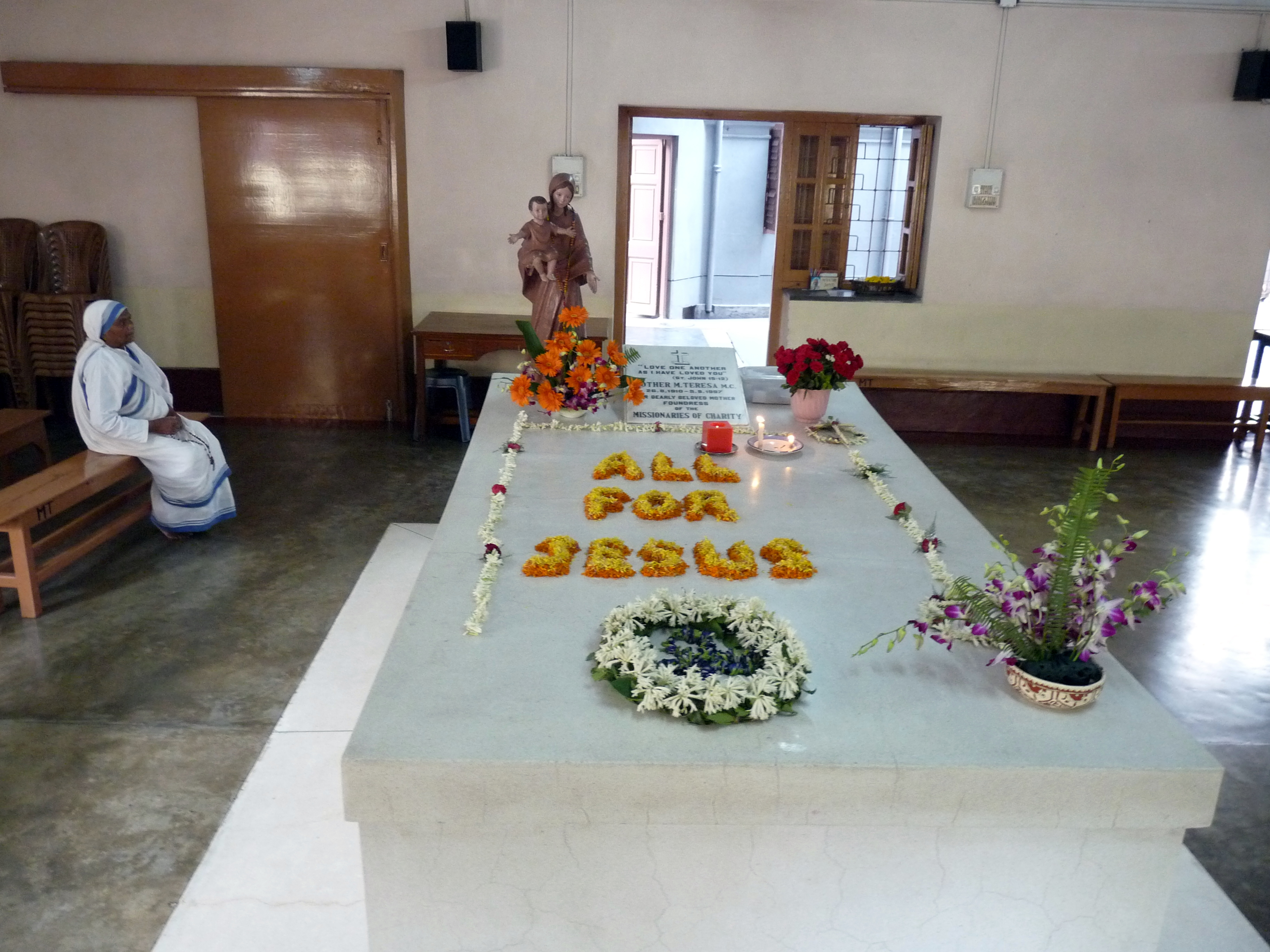
Tumba de la Madre Teresa en Calcuta.

Con el paso de los años, la salud de la Madre Teresa empezó a deteriorarse cada vez más a un ritmo acelerado. En 1983, sufrió un ataque cardíaco en Roma mientras visitaba al papa Juan Pablo II. Después de un segundo ataque en 1989, recibió un marcapasos artificial. En 1991, se sobrepuso de una neumonía durante una estancia en México, para lo cual fue tratada en un hospital de California. Afectada por nuevas dolencias cardíacas, ofreció renunciar a su puesto como líder de las Misioneras de la Caridad, pero las monjas de la orden, en un sufragio secreto, votaron unánimemente a favor de que se quedara y la Madre Teresa aceptó continuar con su labor al frente de la orden. En 1993 fue ingresada en el Hospital de las Naciones Unidas a raíz de una congestión pulmonar que le provocó fiebre, entre otros síntomas. Ese mismo año desarrolló malaria, la cual se agravó debido a sus problemas pulmonares y cardíacos, y en Roma sufrió la rotura de tres costillas.
En abril de 1996, la Madre Teresa se cayó y se fracturó la clavícula. Para agosto, sufría de insuficiencia en el ventrículo izquierdo de su corazón. Se le practicó una cirugía cardíaca, pero su salud declinó de forma notable. Cuando enfermó nuevamente, tomó la controvertida decisión de internarse en un hospital bien equipado de California, lo que originó diversas críticas. Al ser hospitalizada por problemas cardíacos de nuevo, el arzobispo de Calcuta, Henry Sebastian D'Souza, ordenó a un sacerdote llevar a cabo un exorcismo en la Madre Teresa con su permiso porque pensaba que ella podía haber sido atacada por el diablo.
El 13 de marzo de 1997, renunció como jefa de las Misioneras de la Caridad debido a sus enfermedades y padecimientos. La hermana María Nirmala Joshi fue elegida para tomar su lugar, pero rehusó adoptar el título de Madre. En sus palabras, «nadie puede reemplazar a la Madre Teresa». Teresa de Calcuta falleció el 5 de septiembre de 1997 a los 87 años a causa de un paro cardíaco, después de amanecer con fuertes dolores de espalda y problemas respiratorios. Se hallaba de reposo en Santo Tomás (Calcuta) una semana antes de su muerte, en septiembre de 1997. El gobierno indio le organizó un funeral de Estado y, como parte de este, su féretro fue trasladado por gran parte de la ciudad en el mismo carruaje en el que fueron llevados los restos de Mahatma Gandhi y Jawaharlal Nehru.

## Premios y honores

### En la India
La Madre Teresa fue reconocida por primera vez por el gobierno indio cuando obtuvo el galardón «Padma Shri» en agosto de 1962 y el premio «Jawaharlal Nehru» para el Entendimiento Internacional en 1969. Continuó recibiendo más premios notables en la India en los siguientes años, incluyendo el «Bharat Ratna» (el más importante entregado a un civil en la India) el 22 de marzo de 1980, el «Rajiv Gandhi Sadbhavana» en 1993 y el galardón artístico «Dayawati Modi» en 1995. Su biografía oficial inclusive fue escrita por un ciudadano indio, Navin Chawla, y publicada en 1992.
El 28 de agosto de 2010, en conmemoración a su centenario, el gobierno indio emitió monedas especiales de cinco rupias con su imagen y la presidenta Pratibha Patil expresó: «Vestida con un sari blanco con bordes azules, ella y las hermanas de las Misioneras de la Caridad se convirtieron en un símbolo de esperanza para muchos ancianos, indigentes, desempleados, enfermos y abandonados por sus familias».

### En otros países
En 1962, el presidente de Filipinas le entregó el premio «Ramón Magsaysay», destinado a «perpetuar su ejemplo de integridad en el gobierno, valiente servicio a la gente y el idealismo pragmático en una sociedad democrática, destacando el trabajo en el suroeste de Asia.» A principios de la década de 1970, la Madre Teresa se había convertido en una figura relevante para la religión en todo el mundo. Su popularidad se debía posiblemente en gran parte al documental de 1969 Something Beautiful for God, de Malcolm Muggeridge, quien publicó luego un libro con el mismo título en 1972. Por entonces, Muggeridge se hallaba en una etapa de búsqueda espiritual personal. Durante el rodaje, el material grabado se rodó en lugares con poca iluminación por lo que se creyó que iba a ser de baja calidad, pero al momento de editar el contenido el equipo se percató de que el material se hallaba en condiciones aceptables. Tiempo después, Muggeridge definió el hecho como un milagro atribuido a la propia Madre Teresa, aunque esto fue negado por otros integrantes del filme que dijeron que se debió a que habían usado un nuevo tipo de película ultrasensitiva Kodak. Más tarde, Muggeridge se convirtió al catolicismo.

El presidente Ronald Reagan entregándole a la Madre Teresa la Medalla Presidencial de la Libertad durante una ceremonia en la Casa Blanca en 1985.

En esa misma época, el mundo católico comenzó a honrarla públicamente. El 6 de enero de 1971, el papa Pablo VI le entregó el premio internacional por la paz «Juan XXIII», elogiando su labor con los pobres, su manifestación de caridad cristiana y sus esfuerzos por la paz. El 16 de octubre de 1971, también se hizo acreedora del premio «Good Samaritan» por la Fundación Joseph P. Kennedy Jr, tras hablar en un simposio sobre el trato que había mantenido hasta entonces con toda la gente rechazada en las calles de Calcuta. En abril de 1973, se convirtió en la primera ganadora del premio Templeton otorgado en Londres por su labor de ayuda a los pobres y necesitados de Calcuta. De acuerdo a la descripción en el sitio web oficial del galardón: «Su trabajo heroico trajo un verdadero cambio a aquellos a los que ella sirvió y continúa inspirando a millones en todo el mundo».
Fue honrada por gobiernos y organizaciones civiles, así como también resultó designada Compañera de Honor de la Orden de Australia en 1982 por «el servicio a la comunidad de Australia y de la humanidad en general». El Reino Unido y Estados Unidos le concedieron premios en varias ocasiones, entre ellos la Orden de Mérito en 1983 y la ciudadanía honoraria de Estados Unidos el 16 de noviembre de 1996. Su país natal, Albania, le otorgó el Honor de Oro de la Nación en 1994. Universidades, tanto de Occidente como de la India, le otorgaron títulos honoríficos.

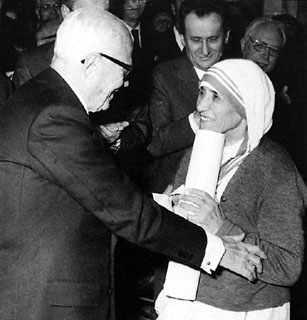
El presidente de la República Italiana Sandro Pertini entregó a Teresa de Calcuta el premio «Balzan» (Roma, 1978).

Otros premios internacionales que recibió incluyen el «Mater et magistra» otorgado el 19 de junio de 1974 en Estados Unidos por la Orden Tercera de San Francisco de Asís, una medalla acuñada exclusivamente para ella por la Organización para la Agricultura y la Alimentación de la ONU (FAO) otorgada en Roma en agosto de 1975, el premio «Pacem in Terris» en 1976, el premio internacional «Balzan» (Roma, 1978) para la «promoción de la humanidad, la paz y la hermandad entre los pueblos» y el reconocimiento internacional «Albert Schweitzer» en Estados Unidos el 23 de octubre de 1975.
En 1979, recibió el premio Nobel de la Paz al «trabajo emprendido en la lucha por superar la pobreza y la angustia, que también constituyen una amenaza para la paz». Teresa rehusó asistir al banquete ceremonial ofrecido a los premiados y pidió que los fondos de 192 000 USD se entregaran a los pobres de la India. Cuando la Madre Teresa recibió el premio, se le preguntó: «¿Qué podemos hacer para promover la paz mundial?» y respondió «Vete a casa y ama a tu familia». En su conferencia sobre el premio que le entregó el rey Olaf V de Noruega, la religiosa dijo: «Lo acepto para la gloria de Dios y de su pueblo, el más pobre entre los pobres». También apuntó que el aborto es «uno de los mayores destructores de la paz».
Al momento de su muerte, el primer ministro de Pakistán Nawaz Sharif dijo que era «una persona extraña y única que vivió mucho tiempo para propósitos más elevados. Su devoción por la vida para el cuidado de los pobres, los enfermos y los desfavorecidos es uno de los mejores ejemplos de servicio a nuestra humanidad». El exsecretario general de la ONU Javier Pérez de Cuéllar expresó: «Ella es la Naciones Unidas, la paz en el mundo». Por su parte, el expresidente estadounidense Bill Clinton la definió como una «gigante de nuestra era», y luego de su muerte, Juan Pablo II declaró: «Sigue viva en mi memoria su diminuta figura, doblada por una existencia transcurrida al servicio de los más pobres entre los pobres, pero siempre cargada de una inagotable energía interior, la energía del amor de Cristo». Durante su vida, la Madre Teresa fue nombrada 18 veces en las encuestas Gallup sobre los hombres y mujeres más admirados del año, siendo electa en la categoría de las 10 mujeres más apreciadas por los estadounidenses en todo el mundo. En aquel rubro, ocupó el primer lugar varias veces en las décadas de 1980 y 1990. En 1999, fue considerada dentro de las «mujeres más admiradas del siglo XX» por una encuesta de Estados Unidos, en la cual sobrepasó a los otros candidatos por un amplio margen, posicionándose en el primer puesto en las principales categorías demográficas excepto en la de los más jóvenes.

## Críticas y controversias

### Filosofía de vida y enseñanzas
La Madre Teresa ha sido tildada por uno de sus detractores, Christopher Hitchens, de tener una visión fundamentalista dentro de la propia ortodoxia de la Iglesia. Durante el Concilio Vaticano II, manifestó su oposición a cualquier reforma de la Iglesia católica. Según ella, lo que se necesitaba era más trabajo y más fe, no una revisión doctrinal. Por otra parte, una cuestión clave en la crítica a sus enseñanzas es su prédica constante del consuelo y el conformismo. Después de la explosión de la planta química de la multinacional Union Carbide en Bhopal (India), se presentó inmediatamente en el lugar de la tragedia, donde 2500 personas habían muerto. «Perdonad, perdonad, perdonad», repitió nada más al bajarse del avión, sin motivar a que los afectados iniciaran acciones legales o se persiguiera a los culpables. «Estás sufriendo como Cristo en la cruz, así que Jesús te debe estar besando», le dijo Teresa de Calcuta a un enfermo de cáncer que se retorcía de dolor ante las cámaras. Desde su lecho, le respondió: «Por favor, dígale que pare de besarme». Esto último fue objeto de críticas igualmente, pues Teresa sentía que el sufrimiento en las personas las hacía acercarse más a Jesús.
A este planteamiento respondió el doctor en sociología William A. Donohue, presidente de la Liga Católica por Derechos Religiosos y Civiles en los Estados Unidos:

Hitchens también odia el itinerario de la Madre Teresa, alegando que hay un motivo político para sus viajes. Por ejemplo, en 1984 ella fue a consolar a los que sufren en Bhopal después de una explosión química de la Union Carbide. Mientras estaba allí, ella pidió se perdonara a los responsables de la planta (el gobierno de la India tenía mayormente la culpa, a pesar de que Hitchens, un empedernido anticapitalista, no puede admitir esto). Entonces, ¿qué hace Hitchens con esto?

Él se sintió muy ofendido en el derecho de ella (Teresa de Calcuta) de pedir por perdón, cuestionando quién la «autoriza» a dispensar semejantes virtudes en primer lugar. Para Hitchens, su negativa a responder esta pregunta (no importa que a ella nunca le hubieran formulado la pregunta en primer lugar) es una prueba positiva de que su viaje «se interpreta como un ejercicio apresurado en el control de daños». ¿Control de daños para quién? ¿Para la Union Carbide? ¿Tiene Hitchens siquiera una fotografía (conjunta) de la Madre Teresa y de un funcionario de la Union Carbide para mostrar?
William A. Donohue, marzo de 1996.

A las críticas acerca de su firme posición contra el aborto y el divorcio respondió: «No importa quién lo dice, deben aceptar con una sonrisa y hacer su propio trabajo». Igualmente, su oposición a la inseminación artificial y el uso de anticonceptivos fue objeto de críticas; en sus palabras: «Yo no le daría un bebé de una de mis casas en adopción a una pareja que usa anticonceptivos. Los que usan anticonceptivos no comprenden el amor».
Las opiniones de los hindúes respecto de la Madre Teresa no eran uniformemente favorables. El importante partido político Bharatiya Janata Party se opuso a la Madre pero la elogió después de su muerte, enviando un representante para su funeral. La organización Consejo Mundial Hindú, en cambio, se opuso a la decisión del gobierno de realizarle un funeral de Estado. Incluso, un recordatorio de la revista Frontline negó unas acusaciones propiciadas por Giriraj Kishore como «completamente falsas» y se publicó que lo que habían hecho «no influye en la percepción pública de su trabajo, especialmente en Calcuta». El autor del homenaje, a pesar de alabar su «desinteresada atención», su energía y vitalidad, fue crítico de sus campañas públicas en contra del aborto.

### Atención a los enfermos
La Madre Teresa confía más en la providencia que en la medicina.
Dr. Robin Fox

La calidad de la atención ofrecida a los pacientes con enfermedades terminales en los hogares para moribundos fue criticada igualmente por la prensa médica. El doctor Robin Fox, de la revista médica The Lancet, hizo referencia a la insuficiencia de médicos, de tratamientos sistemáticos y de analgesia, mientras que Mary Loudon del British Medical Journal, reportó la reutilización de agujas hipodérmicas, malas condiciones de vida, incluyendo el uso de agua fría para el aseo de los refugiados y un mal enfoque sobre la enfermedad y el sufrimiento, ya que se inhibió el uso de variados elementos indicados para la atención médica moderna como así también el diagnóstico sistemático. El doctor Robin Fox, editor de The Lancet, tras su visita a los centros de Calcuta en 1994, constató que a los pacientes no se les diagnosticaban las enfermedades ni se les administraban analgésicos eficientes. Describió la atención médica como «fortuita, con voluntarios sin conocimientos médicos que tuvieron que tomar decisiones sobre el cuidado del paciente debido a la falta de médicos». Señaló que su orden no distinguía entre los pacientes curables e incurables, motivo por el cual gente que podía sobrevivir corría el riesgo de morir por infecciones o falta de tratamiento.
El autor de un periódico católico, David Scott, escribió que la Madre Teresa se «limitó a mantener viva a la gente en lugar de luchar contra la pobreza en sí». A su vez, Sanal Edamaruku, presidente de la organización Rationalist International, criticó por escrito el hecho de que en algunos casos no empleaban analgésicos en sus casas para moribundos y que podían oírse los gritos de sufrimiento por parte de la gente que tendría gusanos en sus heridas abiertas sin obtener alivio del dolor. En un principio, los analgésicos fuertes, incluso en los casos graves, no se daban.
En respuesta a las críticas de Robin Fox, y comentando explícitamente el tema de la disponibilidad de analgésicos, tres investigadores de instituciones inglesas (David Jeffrey, Joseph O'Neill y Gilly Burn) que acreditan trabajos científicos sobre la práctica de la medicina en la India, escribieron en la revista médica The Lancet: «Incluso en 1994, la mayoría de los pacientes con cáncer vistos (en la India) no tenían acceso a ninguna analgesia, debido a la falta de medicamentos adecuados, de conocimiento acerca del uso de los medicamentos por parte de los médicos, como así también, en algunos casos, el desconocimiento sobre el manejo del dolor, agravado por la falta de recursos. La Madre Teresa es digna de elogio por, al menos, ofrecer bondad. Si Fox fuera a visitar las principales instituciones que están a cargo de la profesión médica en la India, rara vez vería él limpieza, atención de heridas y llagas, o bondad. Además, la analgesia podría no estar disponible».
Colette Livermore, una ex misionera de la caridad, describió las razones por las cuales abandonó la congregación en su libro Hope Endures: Leaving Mother Teresa, Losing Faith, and Searching for Meaning. Según la propia Livermore, encontró lo que la religiosa denominó la «teología del sufrimiento», a la que definió como defectuosa. Sin embargo, calificó a Teresa como una persona buena y valiente. Aunque ella instruyó a sus seguidores sobre la importancia de la difusión del Evangelio a través de acciones en lugar de lecciones teológicas, Livermore no podía conciliar esto con algunas prácticas de la organización. Los ejemplos que citó fueron negarse innecesariamente a ayudar a los necesitados cuando éstos se acercaron a las monjas en un momento equivocado de acuerdo con sus agendas de horarios y desalentar a las monjas de buscar formación médica para tratar las enfermedades que enfrentaban (con la justificación de que Dios permite a los débiles e ignorantes).
Chatterjee confesó que la Madre y sus biógrafos oficiales (entre los que más se destacan Navin Chawla) se habían negado a colaborar en sus investigaciones y que Teresa no pudo «defenderse» de la cobertura crítica de la prensa occidental, dando como ejemplo el informe publicado por el diario británico The Guardian, que atacó la condición de sus orfanatos, y del documental Mother Teresa: Time for Change?, que fue difundido en varios países europeos.

### Donaciones y vínculos
Otras críticas de Hitchens estuvieron relacionadas con los orígenes de algunas donaciones y las personas con quienes se vinculó. La religiosa aceptó dinero de la familia Duvalier (François Duvalier y su hijo Jean-Claude fueron dictadores de Haití) y los elogió públicamente. En el programa de la CBS Sixty Minutes afirmó públicamente de Michèle Bennett, esposa de Baby Doc: «Nunca he visto a los pobres ser tan familiares con sus jefes de Estado como lo son con ella. Para mí es una bella lección». Las imágenes de Teresa de Calcuta pronunciando estas palabras fueron reproducidas durante al menos una semana por la televisión pública haitiana. A ello replicó Donohue:

La Madre Teresa ha asistido a los enfermos y a los pobres de todo el mundo. Ella no escoge a qué países ir sobre la base de la política interna, y esto explica por qué ella ha visitado tanto naciones represivas de derecha, como Haití, como naciones represivas de izquierda, como Albania. Hitchens no puede digerir esto y acusa a la Madre Teresa de servir a dictaduras. Ahora bien, si se ha de seguir su lógica aquí, entonces la mayoría de trabajadores del Cuerpo de Paz y el personal de la Cruz Roja son culpables de cortejar a los déspotas.
William A. Donohue, marzo de 1996

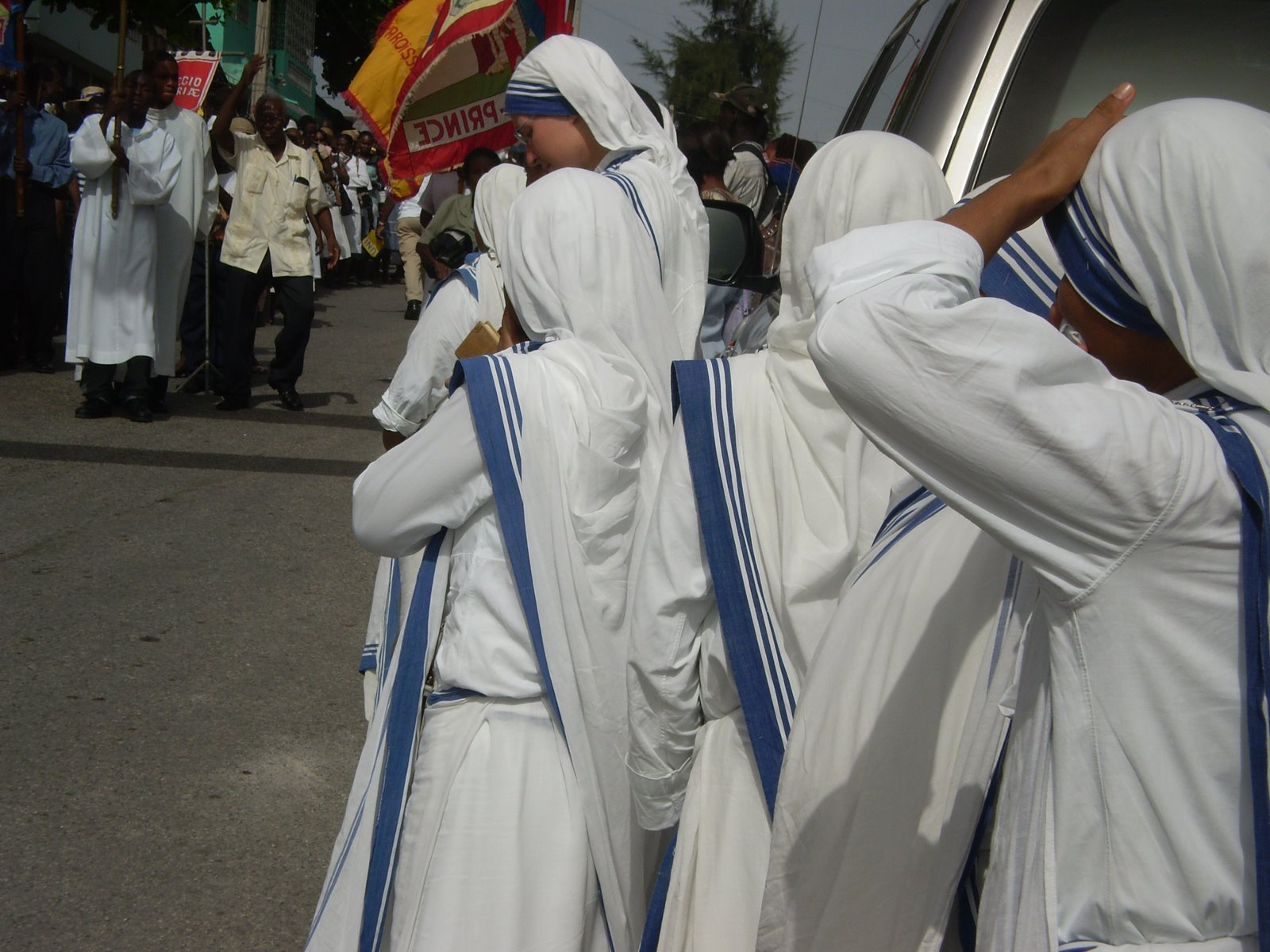
Las Misioneras de la Caridad en Haití.

Hitchens también señaló que la Madre Teresa aceptó 1,25 millones de USD de Charles Keating, quien también le concedió el uso de un avión y portaba un crucifijo que ella le diera. Según Hitchens, Teresa lo apoyó después de su detención enviando una carta al juez del caso: «No sé nada de los negocios de Charles Keating. Solo sé que ha sido generoso con los pobres de Dios». Hitchens escribió que el fiscal Paul W. Turley habría quedado perplejo al leer la carta manuscrita de Teresa de Calcuta. En enero de 1992, Charles Keating, el «rey de los bonos basura», había estafado a 17 000 pequeños inversores en uno de los mayores escándalos de Estados Unidos. Según Hitchens, la justicia no atendió la que él llamó «petición de clemencia» de Teresa de Calcuta, y Keating fue condenado a 10 años de cárcel. En Calcuta, la directora de las Misioneras de la Caridad habría recibido una carta del fiscal en la que se le informaba de la naturaleza del dinero estafado: «Le ruego que devuelva el dinero que robó Keating a las personas que lo ganaron con su trabajo.» La Madre Teresa no contestó. Pero William A. Donohue replicó a Hitchens:

Keating dio a la Madre Teresa un millón y cuarto de dólares. No le importa a Hitchens que todo el dinero se haya gastado antes de que nadie supiera de los embustes de Keating. Lo que importa es que la Madre Teresa dio a los pobres una gran cantidad de dinero tomado de un hombre rico quien más tarde fue a la cárcel. Pero el mayor crimen (de Teresa), según Hitchens, fue escribirle una carta al Juez Lance Ito [...] «en busca de clemencia para el señor Keating». [...] Pero ella no hizo nada de eso: [...] no escribió una misiva «en busca de clemencia». «No sé nada sobre el trabajo del señor Charles Keating», dijo la Madre Teresa, «o de su negocio o de los asuntos que ustedes están tratando.» A continuación, ella explica su carta diciendo: «El señor Keating ha hecho mucho para ayudar a los pobres, es por eso que me dirijo a usted en su nombre.» Ahora bien, es algo verdaderamente notable que esta referencia por escrito de alguien que se presumía inocente en ese tiempo, deba ser motivo de condena. Revela más acerca de Hitchens que de su tema, al estigmatizar la carta como un llamamiento a la «clemencia». No era nada de eso, pero esto poco importa a alguien lleno de rabia. [...] Hitchens no fue descuidado en esto, simplemente deshonesto. Él sabe muy bien que hay un mundo de diferencia entre pedir dinero a los ricos y trabajar para ellos.
William A. Donohue, marzo de 1996

En 1996, Irlanda celebró un referendo acerca de si su Constitución debería seguir prohibiendo el divorcio. La Madre Teresa tomó un avión desde Calcuta para apoyar la campaña a favor del voto negativo. Sin embargo, ese mismo año Teresa concedió una entrevista en la que decía que confiaba en que su amiga Diana de Gales fuera más feliz una vez que se hubiera librado de lo que evidentemente era un matrimonio desafortunado.
En el primer aniversario de su deceso, la revista alemana Stern lanzó un artículo que hablaba sobre las cuestiones financieras y el gasto de las donaciones. La prensa médica realizó críticas derivadas de diversas perspectivas y prioridades sobre las necesidades de los pobres. Otros comentarios provinieron de Tariq Ali, un miembro del comité de la editorial New Left Review, y del periodista de investigación irlandés Donal MacIntyre. Christopher Hitchens y la revista alemana Stern expresaron que la Madre Teresa no centró el uso del dinero en la reducción de la pobreza o en la mejora de las condiciones de sus centros, sino que lo utilizó para la apertura de nuevos conventos y el aumento de la labor misionera. William A. Donohue repuso a Hitchens:

[...] la Madre Teresa llega a los pobres, no por sentimentalismo, sino por amor. No importa qué tan empobrecidos y degradados estén los pobres, siguen siendo hijos de Dios, todos los cuales poseen dignidad humana. Esto no es algo que Hitchens pueda aceptar. [...] él no puede comprender cómo la Madre Teresa puede consolar a los enfermos terminales, diciendo: «Usted está sufriendo como Cristo en la cruz.» [...] ¿Por qué odia Hitchens a la Madre Teresa? Al igual que la Madre Teresa, Hitchens está preocupado por la pobreza. A diferencia de ella, él no hace nada al respecto. Lo que más le molesta es que el mayor campeón del mundo de los desposeídos sea una modesta monja.
William A. Donohue, marzo de 1996

## Vida espiritual
Un aspecto particularmente notable de la Madre Teresa es la profunda crisis de fe a la que se enfrentó por casi cinco décadas de su vida, que quedó evidenciada en el libro Mother Teresa: Come Be My Light, editado por Brian Kolodiejchuk, que recopila las cartas privadas escritas por la misionera. A pesar de ello, esto no fue obstáculo para el proceso de su beatificación llevado a cabo en 2003.
Tras analizar sus obras y logros, el papa Juan Pablo II dijo: «¿Dónde encontraba la Madre Teresa la fuerza y la perseverancia para ponerse totalmente al servicio de los demás? En la contemplación silenciosa de Jesucristo, su Santo Rostro, su Sagrado Corazón». En privado y durante casi 50 años hasta el final de su vida, la Madre Teresa experimentó dudas sobre sus creencias religiosas, en las cuales «no sentía la presencia de Dios en lo absoluto», «ni en su corazón ni en la eucaristía», según dijo su postulador, el reverendo Brian Kolodiejchuk. La Madre Teresa no solo sobrellevó el dolor provocado por su falta de fe, sino que también sintió graves dudas sobre la existencia de Dios:

¿Dónde está mi fe? Incluso en lo más profundo... no hay nada, excepto vacío y oscuridad... Si hay un Dios, por favor, perdóname. Cuando intento elevar mis pensamientos al Cielo, hay un vacío tan acusador que esos mismos pensamientos regresan como cuchillos afilados y hieren mi alma... Qué doloroso es este dolor desconocido. No tengo fe. Rechazada, vacía, sin fe, sin amor, sin celo... ¿Para qué hago este trabajo? Si no hay un Dios, no puede haber alma. Y si no hay alma, Jesús, tú tampoco eres cierto.

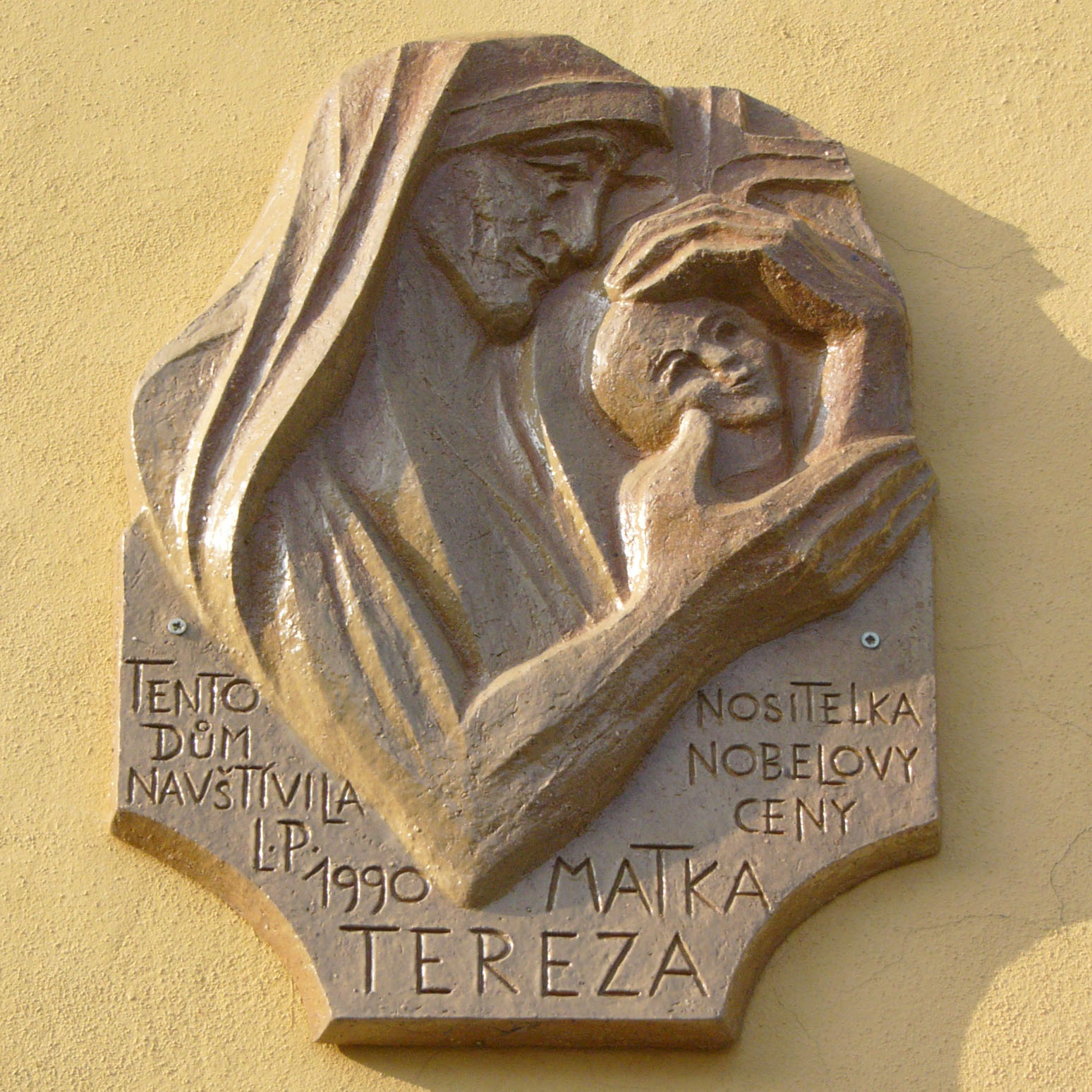
Placa conmemorativa dedicada a la Madre Teresa en un edificio en la plaza de Wenceslao, en Olomouc, República Checa.

Con referencia a las palabras anteriores, su postulador, Kolodiejchuk (el funcionario responsable de reunir las pruebas para su beatificación), indicó que existía el riesgo de que algunos pudieran malinterpretar lo dicho pero que la fe de la Madre de que Dios estaba trabajando a través de ella se mantuvo intacta, y si bien se lamentaba por el sentimiento de pérdida de cercanía con Dios, no puso en duda su existencia. Muchos otros santos tuvieron experiencias similares de aridez espiritual. Contrariamente a las creencias erróneas por parte de algunos que expresaron que esas dudas serían un impedimento para la canonización, este proceso se llevó a cabo sin ningún obstáculo en dicho rubro.
La Madre Teresa sintió, después de una década de dudas, un período breve de fe renovada. En el momento de la muerte del papa Pío XII en otoño de 1958, orando por él en una misa de réquiem, dijo que había sido relevada de la «larga oscuridad: aquel sufrimiento extraño». Sin embargo, cinco semanas más tarde, admitió regresar a sus dificultades para creer. Escribió muchas cartas a sus confesores y superiores durante un período de 66 años. Si bien había pedido que las mismas fueran destruidas por temor a que la gente «vaya a pensar más en mí y menos en Jesús», fueron recopiladas en Mother Teresa: Come Be My Light (Ed. Doubleday). En una carta que se dio a conocer públicamente a un confidente espiritual, el reverendo Michael van der Peet, Teresa escribió: «Jesús tiene un amor muy especial para ti. [Pero] En cuanto a mí, el silencio y el vacío son tan grandes, que miro y no veo, escucho y no oigo, mi lengua se mueve [en la oración] pero no habla... Quiero que reces por mí, que yo le dejo tener una mano libre».
Muchos medios informativos se refirieron a los escritos de la Madre Teresa como una indicación de crisis de fe. Algunos de sus críticos, como Christopher Hitchens, tomaron sus escritos como una evidencia de que su imagen pública fue creada principalmente para publicidad a pesar de sus creencias y acciones personales. Sin embargo, otros, como Brian Kolodiejchuk, editor de Come Be My Light, la compararon con el poeta místico del siglo XVI San Juan de la Cruz, quien acuñó el término de «noche oscura del alma» para describir a una etapa particular del crecimiento de algunos maestros espirituales. El Vaticano indicó que las cartas no detendrían su camino hacia la santidad. De hecho, Kolodiejchuk fue su postulador.
En su primera encíclica, Deus caritas est, Benedicto XVI mencionó a Teresa de Calcuta en tres ocasiones y también utilizó su obra para referirse a uno de los principales puntos de la encíclica. «La Beata Teresa de Calcuta es un ejemplo evidente de que el tiempo dedicado a Dios en la oración no sólo deja de ser un obstáculo para la eficacia y la dedicación al amor al prójimo, sino que es en realidad una fuente inagotable para ello». La Madre Teresa especificó que «sólo por la oración mental y la lectura espiritual podemos cultivar el don de la oración».
Aunque no hubo una conexión directa entre la congregación de Teresa y las órdenes franciscanas, confesó ser admiradora de San Francisco de Asís. En consecuencia, la vida de Teresa de Calcuta y el carácter de la orden muestran cierta influencia de la espiritualidad franciscana. Las hermanas de las Misioneras de la Caridad recitan la oración de paz de San Francisco todas las mañanas durante la acción de gracias después de la Comunión, y muchos de los votos y el énfasis de su ministerio son similares. San Francisco también hizo hincapié en la pobreza, castidad, obediencia y sumisión a Cristo, dedicando gran parte de su vida al servicio de los pobres, especialmente a los leprosos en la zona donde vivía.

## Beatificación y canonización

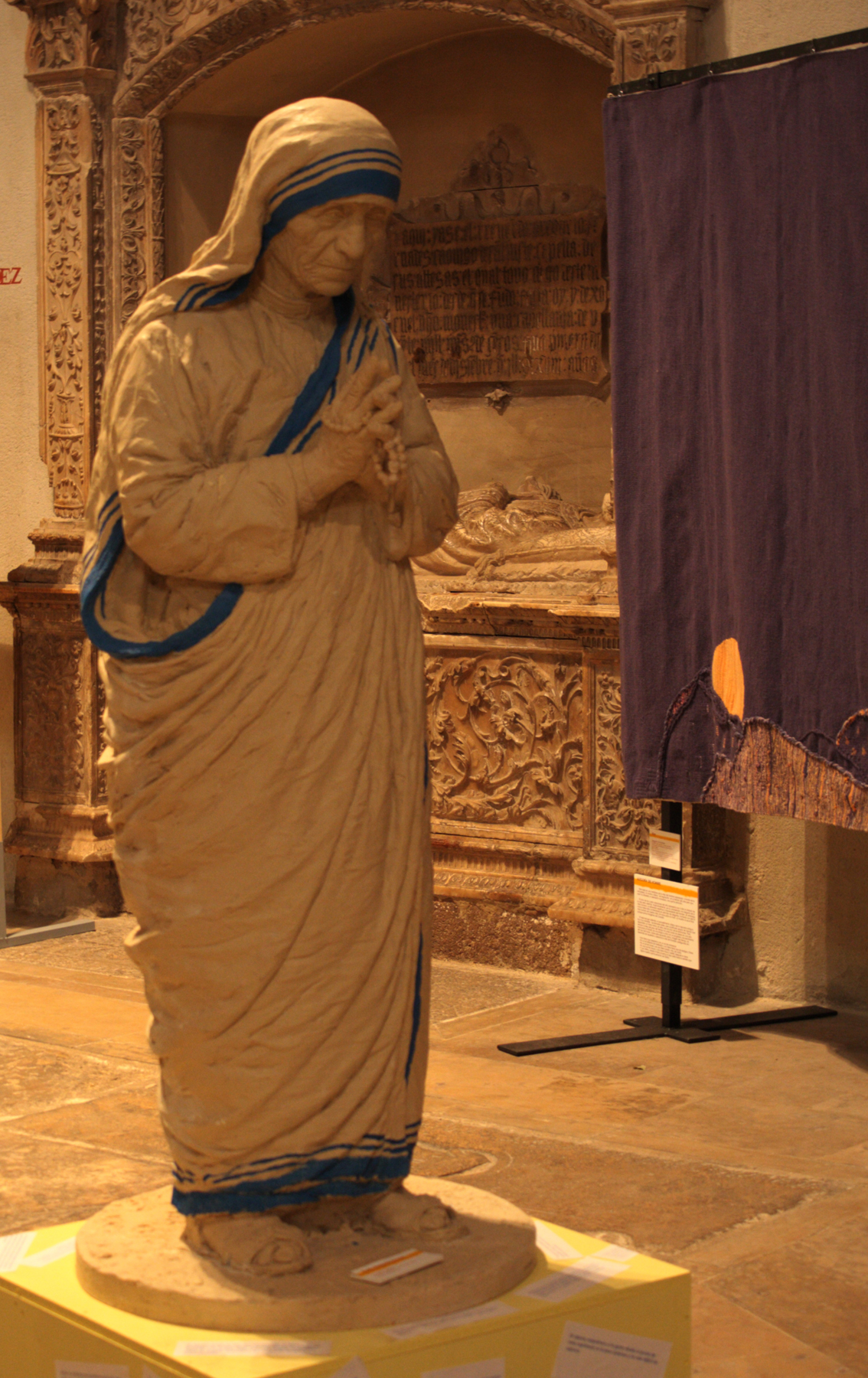
Estatua de Santa Teresa de Calcuta en la Catedral de Alcalá de Henares, España.

Tras su muerte, la Santa Sede consideró que se podría iniciar el proceso de beatificación, considerado como el tercero de los cuatro pasos para alcanzar la canonización, en donde el papa declara al beato digno de veneración universal, aunque para ello se deben comprobar dos milagros (uno más adicional al milagro con el que se le catalogó como beata). El milagro que requería su beatificación sucedió en 1998 cuando, de manera aparentemente inexplicable, Mónica Besra, una mujer que padecía un tumor maligno en el abdomen, fue sanada. Besra comentó que había sido acogida en Roma por las Misioneras de la Caridad tras haber sido desahuciada por los médicos. Una de las hermanas le colocó sobre el abdomen una imagen de la Virgen María, que había permanecido sobre la túnica de la Madre Teresa durante la celebración del Premio Nobel. La sanación de aquella mujer ocurrió el 5 de septiembre de 1998, exactamente un año después del deceso de la misionera. Distintos médicos indios, la Asociación de Ciencias y Racionalismo de la India e incluso el marido de la propia Besra pusieron en duda su curación milagrosa al asegurar que la enfermedad desapareció por los medicamentos que debió ingerir durante nueve meses. Por otra parte, otro medio científico cita la curación de Mónica Besra de su tumor como uno de los elementos principales en el proceso de canonización de Teresa de Calcuta.
El proceso de beatificación de la Madre comenzó dos años después de su muerte gracias a una dispensa papal que evitaba el transcurso de cinco años desde su deceso, tal como establece el Derecho Canónico. El Vaticano citó a Christopher Hitchens para exponer algún testimonio que pudiera comprometer y entorpecer el proceso de beatificación. «Fue hablando con ella cuando descubrí, y me aseguró, que no estaba trabajando para aliviar la pobreza», dijo Hitchens. «Ella trabajaba para ampliar la cantidad de católicos. Me dijo: "No soy una trabajadora social. No lo hago por eso. Lo hago por Cristo. Lo hago por la Iglesia"». La Congregación para las Causas de los Santos se encargó de investigar sus declaraciones, pero fueron desestimadas posteriormente.
El 19 de octubre de 2003, ante la presencia de unas 300 000 personas en la plaza de San Pedro, fue proclamada beata por el papa Juan Pablo II. A la celebración asistieron medio millar de las Misioneras de la Caridad, 150 cardenales y 400 obispos. El papa también declaró formalmente el 5 de septiembre como la festividad de la Madre Teresa.
El 18 de diciembre de 2015, el papa Francisco aprobó la canonización de Teresa de Calcuta luego de que la Congregación para las Causas de los Santos reconociera como «extraordinaria» la curación de un brasileño enfermo con múltiples tumores cerebrales e hidrocefalia obstructiva, que había sido sujeto a trasplante renal y terapia inmunosupresora en 2008 sin resultados. La Iglesia católica sostuvo que esa patología cerebral se resolvió de forma instantánea, completa y permanente el 9 de diciembre de 2008, y que tal resolución fue declarada por unanimidad como «científicamente inexplicable» por parte de un colegio integrado por siete médicos. La Iglesia atribuyó el milagro a Teresa de Calcuta, fallecida 11 años antes, debido a que la esposa del enfermo dijo haberse encomendado a la Madre Teresa para que salvase a su marido. El acto oficial de canonización, previsto dentro del jubileo de la Misericordia, tuvo lugar en la plaza de San Pedro en la Ciudad del Vaticano en la mañana del 4 de septiembre de 2016. Decenas de miles de personas se reunieron para la ceremonia, entre ellas 15 delegaciones gubernamentales oficiales y 1500 personas sin hogar de toda Italia. La ceremonia fue televisada en directo por el canal del Vaticano. Skopie, la ciudad natal de la Madre Teresa, anunció una semana de celebración por su canonización, y en la India se celebró una misa especial en la sede principal de las Misioneras de la Caridad en Calcuta.
El 6 de septiembre de 2017, Teresa de Calcuta fue nombrada copatrona de la arquidiócesis de Calcuta, junto con san Francisco Javier, que lo era desde 1986.

## Legado y representaciones en la cultura popular

### Conmemoraciones

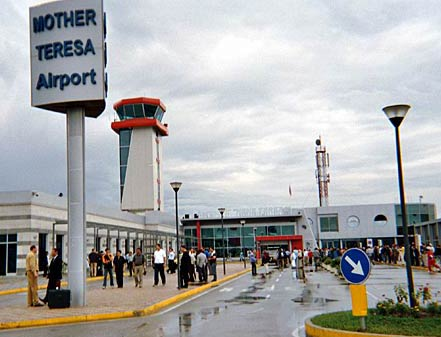
Aeropuerto Internacional Madre Teresa.

En 1984, la editorial estadounidense Marvel Comics publicó una historieta basada en su vida y su trabajo. Los autores fueron el guionista David Michelinie y los dibujantes John Tartaglione y Joe Sinnott.
Desde su muerte algunos grupos hindúes la veneran como una diosa. Según esta creencia, la Madre Teresa fue enviada a la tierra por la diosa Durga para sanar a las personas. Es por esto que suele ser venerada principalmente durante el Durgá Puyá.
En marzo de 1998, se colocó una placa en su residencia natal, que dice: «Aquí está la vivienda en la que el 26 de agosto de 1910 nació Gondza Bojadziu, la Madre Teresa». Ese mismo año Lion Communications (Polygram Records) comercializó un álbum musical, Mother, We'll Miss You, a manera de tributo póstumo que incluye la participación de varios cantantes de diferentes países, entre ellos José Feliciano, el cantante góspel Walt Whitman y el grupo Soul Children of Chicago. El mismo contó con la producción del cantante escocés Dave Kelly. Tras el lanzamiento del compilatorio, diversos periódicos estadounidenses, como Boston Globe y Philadelphia Inquirer, publicaron artículos relacionados con la vida y obra de la Madre Teresa.
Fue homenajeada asimismo a través de museos, nombrándosela patrona de varias iglesias, y con varios monumentos y caminos. En 2002, se le puso su nombre al Aeropuerto Internacional de Albania, algo similar a lo ocurrido con una plaza en Tirana donde se halla un monumento dedicado a la misionera, con una de las principales calles de Pristina, capital de Kosovo, y con un hospital civil albanés, el Hospital de la Madre Teresa (lugar de fallecimiento de Leka de Albania).
El 30 de agosto de 2009, se nombró «Mother Teresa Way» a una calle del barrio de Bronx, en la ciudad de Nueva York. Ese tramo forma parte de la avenida Lydig y se logró su designación luego de que la Sociedad Albanesa de Estados Unidos insistiera durante 16 años para que la ciudad accediera a dedicar una vía a la Madre Teresa. En Skopie, se inauguró un museo que cuenta con una variada cantidad de objetos y pertenencias de la religiosa. En una de sus salas se halla una réplica de su vivienda natal realizada por el artista Vojo Georgievski y también posee un parque conmemorativo con su nombre.
La Universidad de la Mujer Madre Teresa, en Kodaikanal, se estableció en 1984 como una universidad pública por la gobernación de Tamil Nadu. Varios tributos han sido publicados en periódicos de la India y revistas con autoría de su biógrafo, Navin Chawla.
Indian Railways introdujo un nuevo tren, «Mother Express», en alusión a la Madre Teresa, el 26 de agosto de 2010 para conmemorar el centenario de su nacimiento. El gobierno del estado de Tamil Nadu organizó celebraciones con ocasión de su centenario el 4 de diciembre de 2010 en Chennai, encabezadas por el jefe de Gobierno Muthuvel Karunanidhi.
En Argentina, se entrega desde 2000 el premio Madre Teresa con el objetivo de «promover valores en la sociedad generando en la comunidad, en especial entre los jóvenes y adolescentes, alicientes y modelos a seguir e imitar; para su crecimiento humano y espiritual».

### Cine y literatura
- La Madre Teresa es el tema central de la película documental y del libro Something Beautiful for God, de 1969 y 1972, respectivamente.
- La película de 1997 Mother Teresa: In the Name of God's Poor, protagonizada por Geraldine Chaplin, obtuvo un premio en el Art Film Festival.
- En 2003 se estrenó una miniserie italiana interpretada por Olivia Hussey,  titulada  Mother Teresa of Calcutta (que fue relanzada en 2007 y recibió un premio CAMIE).
- También fue interpretada por Megan Fox en una película satírica de 2007 How to Lose Friends and Alienate People.[169]
- En 2014, se estrenó la película The Letters, sobre la vida espiritual de la religiosa, basada en su intercambio de cartas con el sacerdote jesuita Celeste van Exem.[170]
- Amanece en Calcuta es un documental  del 2021 del director español José María Zavala.[171]

## Lectura complementaria
- Enciclopedia Universal Clarín del Estudiante, Argentina: Clarín (editado por Artes Gráficas Rioplatense), 2003, ISBN 950-782-320-4.
- Dhavamony, Mariasusai (2004), Madre Teresa. Meditaciones, Editorial Bonum, ISBN 9789505076994.
- Doig, Desmond (1997), Madre Teresa de Calcuta: su gente y su obra, Editorial Sal Terrae, ISBN 9788429312195.
- Egan, Eileen (2005), Madre Teresa: sus oraciones preferidas, Editorial Bonum, ISBN 9789505075782.
- Gjergji, Lush (1987), La Madre Teresa de Calcuta: biografía completa, Encuentro, ISBN 9788474901764.
- Kolodiejchuk, Brian (2008), Madre Teresa. Las cartas privadas de la santa de Calcuta, Planeta, ISBN 978-84-08-07712-1, archivado desde el original el 15 de abril de 2016, consultado el 30 de abril de 2011.
- Le Joly, Edward (2002), La Madre Teresa: lo hacemos por Jesús, Ediciones Palabra, ISBN 9788471189899.
- Oki, Morihiro (1998), Madre Teresa, amor sin límites, Encuentro, ISBN 9788474904864.
- De Córdoba, María Fernández (2000), Teresa de Calcuta. La madre de los más pobres, Editorial Casals S.A, ISBN 84-218-2072-9